# 邢應斗
邢應斗，陝西南鄭縣（今漢中市南鄭區）人。明末解元、政治人物。
崇禎十二年（1639年）己卯科第一名舉人。官潞安府推官。崇禎十七年（1644年）國變後逃遁。